# Sers (Charente)
 Sers  es una población y comuna francesa, en la región de Poitou-Charentes, departamento de Charente, en el distrito de Angoulême y cantón de Villebois-Lavalette.

## Demografía
| 408 | 413 | 472 | 540 | 633 | 673 |
| Para los censos de 1962 a 1999 la población legal corresponde a la población sin duplicidades (Fuente: INSEE [Consultar]) |     |     |     |     |     |